# 劇団ブサイコロジカル。
劇団ブサイコロジカル。は、日本の劇団。

## 成り立ち
主宰・宮崎拓海が2004年11月10日にソーシャルネットワーキングサービスのGREEにて「素人だけど舞台とかやりたいプロジェクト」コミュニティを立ち上げる。翌日、11月11日に、脚本の工藤りょう（第一期では工藤エドモンド、第二期で工藤もぐらと芸名を変更）が加入。ほぼすべての役者をインターネット上で集めて、素人だけで舞台をやるということで話題を集める。11月25日～27日に行った計5公演は、全て完売した。
2006年1月9日には、スタッフ（制作チーフ）だった竹内宏之が座長を引継ぎ、第二回公演が決定。8月27日から5日7公演を行った。

## 団体特徴
「インターネットを利用してPRをする」「素人だけど舞台とかやりたい」「劇団員に自腹を切らせない」といった、一般的な劇団とは違った形態を持つことが特徴。劇団の活動以外にも、企業スポンサーを集めるための営業、ブログを使ったコンテンツ、SNSを使った集客、podcastingやvlogを利用したメディア配信など、インターネットメディアを強く意識した活動を行っている。また、通常の劇団とは違い、公演ごとに座長、俳優が変わっていくのも他劇団との違いである。

## 主な劇団活動（第一期）
「さきっちょ＆はあちゅうの悪あがき」の「さきっちょ」こと中川早紀を主体とした、B-girlsと呼ばれるコンテンツや、他劇団へのインタビュー、GREEとのコラボレーション企画、など、インターネット上でのWEBページを中心としたPR活動を行っている。また、劇団でのpodccastingも行っており、ライブドア内にあるねとらじの公式コンテンツとして採用された。スポンサーや協力団体として、ライブドア、peperboy&co.、GREE、So-net、などがあげられており、IT企業とのつながりも深い。

## 主な劇団活動（第二期）
ランニングマンと呼ばれる、「東大」とプリントされたランニングを着た、現役東大生である新座長竹内宏之が走るコンテンツなどがメイン。また、第二期からライブドアのSNSであるフレパのディレクターだった水波桂がwebディレクターとなっている。第一期からインターネットを使った活動が目立ったが、第二期ではYouTubeを使った動画での販促活動、So-netの演劇コンテンツ内のオフィシャルブログでのドキュメンタリー、ドロップシッピングでの売り上げを公演費にあてるなど、WEB業界のトレンドを反映した活動を行っている。

## IT劇団について
「IT劇団」とは劇団ブサイコロジカル。を説明する際に使われる枕詞。その理由として、上記のとおり、インターネットを駆使したPR活動を行っていることや、IT企業との関係があることがあげられる。また、IT業界にて有名な人物が複数所属しているため、その印象が強いとも思われる。オーディションなども、第一期はブサイコロジカルのサイト上、およびmixiやGREEで募集し、60人ほどが参加し、第二期は200人近くが応募した。

## イベント活動について
第一期では、「もっとブログ会議」と呼ばれるブログのアクセス数アップにまつわる会議を開催。会議方式はアカデメディアの形式を借りたもの。第二期では「ドロップシッピング会議 ～アフィリエイトの次はコレ～」を株式会社もしも（旧有限会社ウェブデパ）と開催した。WEBのメディアや技術についての会議や勉強会を行い、宣伝活動および活動費を稼ぐ独自の方式は劇団ブサイコロジカル。の特徴の一つである。

## 主な劇団員
- 宮崎拓海（初代座長・演出）
- 竹内宏之（二代目座長）
- 工藤もぐら（脚本・演出）

## 所属俳優（第一期）
- イシカワチスズ
- 池田クニステル
- 東早紀
- 山口真和
- 新松文恵
- 大川明修
- 中川水帆
- 恵崎紘平
- 佐野英樹

## 所属俳優（第二期）
- 南さゆり
- 福山剛史
- 大村俊輔

## 公演
- 2005年11月25～27日　第一回公演　極楽島コレクション
- 2006年8月30～9月3日　第二回公演　イロトリドリノセカイ

## イベント
- もっと！ブログ会議
- ドロップシッピング会議 ～アフィリエイトの次はコレ～

## 出版
- ドロップシッピング成功術　ソフトバンククリエイティブ
- Web3.0への会議　ゴマブックス
- 巨大人脈SNSのチカラ 朝日新聞社